# Golgotha (oratorio)
Pour les articles homonymes, voir Golgotha (homonymie).

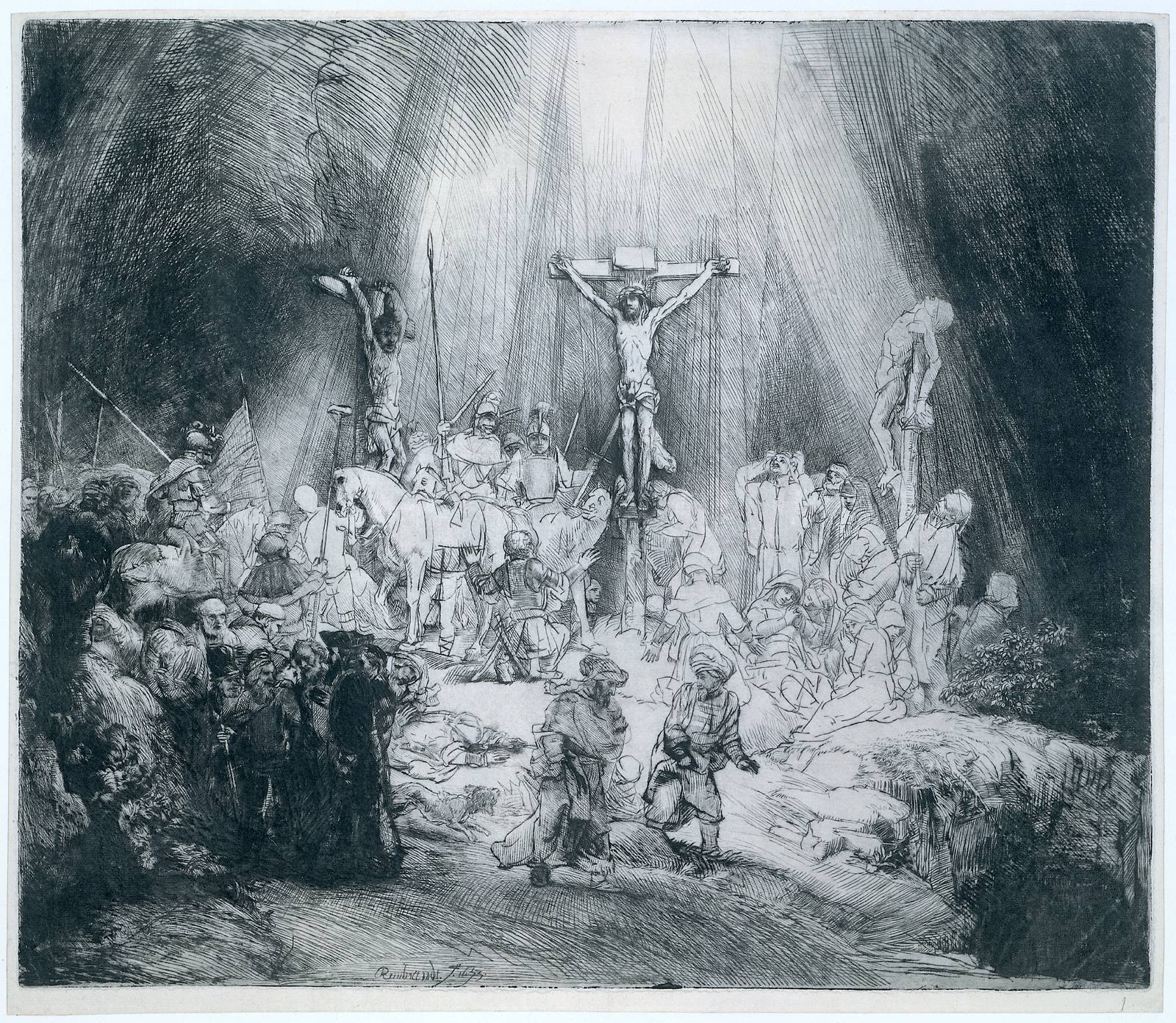
Les Trois Croix de Rembrandt, qui a inspiré cet oratorio à Frank Martin.

Golgotha est un oratorio pour cinq solistes, orchestre, orgue, piano et chœur mixte composé par Frank Martin de 1945 à 1948, créé à Genève le 29 avril 1949 par la Société de Chant sacré et l'Orchestre de la Suisse Romande, sous la direction de Samuel Baud-Bovy.

## Composition
Alors qu'il visite le Musée des Beaux-Arts de Genève en 1945, Frank Martin découvre la gravure Les Trois Croix de Rembrandt. Saisi par la force émotionnelle de cette oeuvre pourtant de petites dimensions, le compositeur, grand admirateur des Passions de Bach, décide de passer outre ses réticences à écrire de la musique sur des thèmes religieux. Il mettra 3 ans à écrire ce qui restera une des pièces maîtresses de sa carrière.
L'œuvre retrace les grandes étapes de la Passion du Christ en puisant dans les Evangiles. Chaque épisode dramatique est suivi d'une méditation tirée des Confessions de Saint Augustin.

## Mouvements
Première partie
1. Chœur d'introduction: Père! Père! Père! Jusqu'à quel point nous as-Tu donc aimés!.
2. Les Rameaux.
3. Le Discours du Temple.
4. La Sainte Cène.
5. Gethsémané.

Deuxième partie
1. Dialogue d'introduction: Que dirais-je, Que ferais-je?.
2. Jésus devant le Sanhédrin.
3. Jésus devant Pilate.
4. Le Calvaire.
5. Dialogue de conclusion: O Mort! Où est ton aiguillon?.

(textes extraits des quatre évangiles et des Confessions de Saint-Augustin).

## Discographie
Golgotha, Berliner Symphoniker, Alois Koch, Musiques Suisses (2014)